# Lead Hill
Lead Hill é uma cidade  localizada no estado americano de Arkansas, no Condado de Boone.

## Demografia
Segundo o censo americano de 2000, a sua população era de 287 habitantes.
Em 2006, foi estimada uma população de 299, um aumento de 12 (4.2%).

## Geografia
De acordo com o United States Census Bureau, a localidade tem uma área de 1,4 km², dos quais 1,2 km² cobertos por terra e 0,2 km² cobertos por água.

## Localidades na vizinhança
O diagrama seguinte representa as localidades num raio de 32 km ao redor de Lead Hill.